# Nagarjun
Œuvres principales
Voir section
Nagarjun (Yatri, Baba Nagarjun, Vaidya Nath Mishra), né le 30 juin 1911, et mort le 5 novembre 1998, était un poète indien de langues hindi et maïthili qui a également rédigé des romans, des nouvelles, des biographies littéraires et des carnets de voyages. Il est également connu sous le nom de Janakavi (« Le poète du peuple »),.

## Biographie

### Jeunesse et études
Baba Nagarjun naît sous le nom de Vaidya Nath Mishra en 1911 dans une famille brahmane maïthilie dans le petit village de Satlakha, dans le district de Madhubani, situé dans l'État du Bihar, dans le nord de l'Inde. C'était le village d'origine de sa mère ; le village d'origine de Nagarjun est Tarauni, situé dans le district de Darbhanga, également dans le Bihar. Sa mère meurt alors qu'il a trois ans, et son père, très pauvre, ne pouvait plus s'occuper de lui. Le jeune Vaidya Nath grandit donc grâce à l'aide de ses proches, et plus tard grâce aux bourses qu'il reçoit de ses études brillantes. Durant sa jeunesse, il se convertit au bouddhisme et prend le nom « Nagarjun ». Il maîtrise rapidement le sanskrit, le pali et le prakrit, langues qu'il a d'abord apprises autour de chez lui, puis à Varanasi et à Calcutta, où il était employé à mi-temps alors qu'il poursuivait ses études. Il se marie à Aparajita Devi, avec qui il a six enfants.

### Carrière
Nagarjun commence sa carrière en écrivant des poèmes en maïthili sous le pseudonyme Yatri (यात्री) au début des années 1930. Au milieu des années 1930, il commence à écrire des vers en hindi. Son métier de professeur le pousse à s'installer à Saharanpur, dans l'État de l'Uttar Pradesh (nord de l'Inde), bien qu'il n'y reste pas très longtemps à cause de son envie d'approfondir ses études de textes bouddhistes. Il s'installe ensuite au monastère bouddhiste à Kelaniya, au Sri Lanka, où il devient moine en 1935 dans le but d'étudier les écrits archivés dans le monastère, comme l'avait fait auparavant son tuteur Rahul Sankrityayan. Pour cela, il prend le nom « Nagarjun ». Durant son séjour au monastère, il étudie également les idéologies léniniste et marxiste, avant de retourner en Inde en 1938 pour rejoindre l'École d'été de politique organisée par le dirigeant paysan Sahajanand Saraswati (en), fondateur du Kisan Sabha (en). Vagabond de nature, Nagarjun passe une grande partie de son temps à voyager à travers l'Inde dans les années 1930 et 1940. Il participe également à des mouvements populaires avant et après l'indépendance. Entre 1939 et 1942, il est emprisonné par les autorités britanniques pour avoir dirigé une révolte paysanne dans le Bihar. Nagarjun est également engagé dans le journalisme longtemps après l'indépendance.
Nagarjun joue un rôle important dans les révoltes organisées par Jayaprakash Narayan peu avant l'état d'urgence (1975–1977) ; il est pour cela emprisonné durant onze mois durant l'état d'urgence. Fortement influencé par les idéologies marxistes et léninistes, il ne recevait de soutien de la part d'aucun parti politique de son pays.
Nagarjun meurt en 1998 à Khwaja, dans le district de Darbhanga, à l'âge de 87 ans.

## Style et influences
Les sujets abordés dans les poésies de Nagarjun sont variables. Cependant, le poète décrit beaucoup ses aventures de voyage et d'activisme dans la dernière moitié de ses œuvres. Ses poèmes célèbres tels que Badal ko Ghirate Dekha hai (बादल को घिरते देखा है), racontent des voyages. Nagarjun écrit également sur des problèmes politiques et sociaux de son époque ; son poème Mantra Kavita (मंत्र कविता) est considéré comme un reflet de l'état d'esprit de toute une génération indienne. Un autre de ses poèmes, Aao Rani Ham Dhoenge Palaki (आओ रानी हम ढोएंगे पालकी), humilie d'un ton sarcastique le premier ministre de l'époque, Jawaharlal Nehru, et ses interactions avec la reine Élisabeth II.
En dehors de ces sujets assez répandus en poésie, Nagarjun retranscrit aussi de la beauté poétique dans des sujets moins abordés en littérature. Dans l'un de ses poèmes, il fait notamment intervenir une truie (मादा सूअर), nommée « paine daanto wali » (पैने दाँतो वाली), ou encore un jacquier mûr (कटहल).
Grâce à l'étendue des sujets abordés dans ses poésies, Nagarjun est considéré comme l'un des seuls poètes hindis (avec Tulsîdâs) à être lu par toutes les classes sociales, des familles rurales jusqu'aux élites de la haute-société indienne.

## Langues parlées
La langue maternelle de Nagarjun est le maïthili ; Nagarjun a écrit beaucoup de poèmes, d'essais et de romans dans cette langue. Il a appris le sanskrit, le pali et l'hindi lors de ses études. L'hindi reste cependant la langue en laquelle sont écrites la plupart de ses œuvres. Nagarjun employait l'hindi dans ses formes académiques comme populaires et vernaculaires. Nagarjun préférait écrire dans les langues ayant un impact local direct ; c'est pourquoi il n'a jamais considéré l'existence de frontières géographiques entre les langues. Nagarjun maîtrisait également le bengali et a écrit dans des journaux bengalis. Il était proche de la Hungry generation et des poètes du Bhooki Peerhi et a aidé Kanchan Kumari à traduire Jakham, un long poème de Malay Roy Choudhury, en hindi.

## Récompenses
Nagarjun reçoit le Prix de la Sahitya Akademi (en) en 1969 pour son livre Patarheen Nagna Gachh, et le prix Bharat Bharati de la part du gouvernement de l'Uttar Pradesh en 1983 pour ses contributions à la littérature indienne. En 1994, il devient fellow de la Sahitya Akademi, ce qui est l'une des plus grandes récompenses de la littérature indienne.

## Œuvres principales

### Poésie
- Yugdharao
- Satrange Pankhon Wali
- Talab ki Machhliyan
- Khichri Viplava Dekha Humne
- Hazar Hazar Bahon Wali
- Purani Juliyon Ka Coras
- Tumne Kaha Tha
- Akhir Aisa Kya Kah Diya Maine
- Is Gubare Ki Chhaya Mein.
- Yhe Danturit Muskan
- Mein Military Ka Boodha Ghoda
- Ratnagarbha
- Aise bhi hum kya
- Bhool jao purane sapne
- Apne Khet Mein Chandana
- Fasal

### Romans
- Rati Nath Ki Chachi
- Balachnama
- Baba Bateshar Nath
- Himalaya ki betiya
- Nai Paudh
- Varun Ke Bete
- Dukh Mochan
- Ugratara
- Jamania Ka Baba
- Kumbhi Pak
- Paro and Asman Mein Chanda Tare.
- Abhinandan
- Imaratia
- Sita Usko

### Recueils d'essais
- Ant Hinam Kriyanam.
- Bum Bholenath
- Ayodhya ka Raja

### Œuvres en maïthili
- Patrahin Nagna Gachh (recueil de poèmes)
- Chitra (recueil de poèmes)
- Paro (roman)
- Navturiya (roman)
- Balchnma (roman)

Ses œuvres sur la culture ont été publiées dans des recueils intitulé Desh Dashkam et Krishak Dashkam.